# Holmy Verhnie
Die Holmy Verhnie (englische Transkription von russisch Холмы Верхние Cholmy Werchnije, deutsch ‚Oberer Hügel‘) sind ein Hügel an der Küste des ostantarktischen Königin-Marie-Lands. Er ragt in den Obruchev Hills auf.
Russische Wissenschaftler benannten ihn.